# سیارک ۱۱۹۶۷
سیارک ۱۱۹۶۷ (به انگلیسی: 11967 Boyle، نامگذاری:1994PW20) یازده هزار و نهصد و شصت و هفتمین سیارک کشف شده‌است که در ۱۲ اوت ۱۹۹۴ کشف شد.
قدر مطلق سیارک برابر ۲۸.۲ است.